# 粉苞苣属
粉苞苣属（学名：Chondrilla）是菊科下的一个属，为多年生草本植物。该属共有25种，分布于欧亚大陆温带地区。
粉苞苣属植物是欧亚大陆的原生物种，也有一些种是原生物种以外的引进物种。其中最著名的是灯心草粉苞苣（Chondrilla juncea），这是一种长在非洲、澳大利亚和美洲的有毒杂草。
粉苞苣属植物从主根上长出一个或多个茎，高度可达1.5米，主根可以长得很深且有很分支。基茎和下部茎叶分叉并具齿状，生出有翅的叶柄。上部叶片较小且简单。圆柱形的头状花序通常单生，但也有簇生的情况，沿着树枝和末端分布。它们能长出几朵黄色的小花，很快就会枯萎。果实为圆柱状，喙状，带肋的连萼瘦果，带有许多白色刚毛的乳头。
该属与蒲公英属的蒲公英密切相关。两个属的植物都可无性生殖而产生可育种子。